# Jim Mallan
John Mallan (bekannt als Jim Mallan seltener Jimmy Mallan; * 25. Januar 1927 in Glasgow; † 27. Mai 1969 ebenda) war ein schottischer Fußballspieler. Als bis heute jüngster Spieler in der Vereinsgeschichte von Celtic Glasgow debütierte Mallan im Alter von 15 Jahren und 286 Tagen.

## Karriere und Leben
Jim Mallan begann seine Karriere im Glasgower Stadtteil Pollok beim dort ansässigen Fußballverein. Am 1. September 1942 unterschrieb er einen Vertrag bei Celtic Glasgow. Er debütierte für Celtic als bis dahin jüngster Spieler des Vereins in der während des Zweiten Weltkriegs ausgespielten Southern Football League gegen Heart of Midlothian im November 1942. In seiner Zeit bei Celtic, die von bis 1942 bis 1953 andauerte, gewann er mit der Mannschaft lediglich einmal den Glasgow Cup im Jahr 1949 sowie den Schottischen Pokal bei der Austragung 1951. Nachdem Mallan die Bhoys im April 1953 verlassen hatte, unterschrieb er im Oktober desselben Jahres einen Vertrag beim FC St. Mirren. Für den in der Nähe von Glasgow gelegenen Verein aus Paisley spielte er bis zum Jahr 1956. Mit den Saints erreichte Mallan das schottische Ligapokalfinale im Jahr 1956 gegen den FC Aberdeen. Mallan unterlief dabei ein Eigentor als der Ball bei der 1:2-Niederlage gegen seinen Brustkorb prallte. Im April 1956 beendete Mallan seine Karriere. Er betrieb später einen Pub in Paisley.
Er starb im Jahr 1969 im Alter von 42 Jahren in einem Krankenhaus in Glasgow. Er hinterließ seine Ehefrau und drei Kinder.

## Erfolge
mit Celtic Glasgow:
- Glasgow Cup (1): 1949
- Schottischer Pokalsieger (1): 1951